# Lovranovo
Lovranovo je naselje v Občini Bloke.